# 関町萩原
関町萩原（せきちょうはぎわら）は、三重県亀山市の地名。

## 地理

### 河川・池沼
- 鈴鹿川
- 中ノ川

### 交通
- 名阪国道（国道25号）関インターチェンジ

1965年（昭和40年）、開通と同時に開設。

### 施設
- 名阪関ドライブイン
- 地蔵尊
- 豊川稲荷神社
- 萩原公民館
- 関南部地区コミュニティセンター

## 歴史

### 地名の由来
萩の生える原であったとも、榛原（はりはら）ともいう。

### 沿革
- 戦国時代 - 伊勢国奄芸郡に「はきはら」の地名がみられる[1]。
- 江戸時代 - 伊勢国奄芸郡萩原村として所在[1]。津藩領[1]。
- 1871年（明治4年） - 安濃津県所属となる[1]。
- 1872年（明治5年） - 三重県所属となる[1]。
- 1889年（明治22年） - 明村大字萩原となる[1]。
- 1956年（昭和31年） - 芸濃町大字萩原となる[1]。
- 1958年（昭和33年） - 関町大字萩原となる[1]。

### 人口の変遷
国勢調査による人口および世帯数の推移。
| 2005年（平成17年） | 46世帯 130人 |  |
| 2010年（平成22年） | 43世帯 117人 |  |
| 2015年（平成27年） | 38世帯 97人  |  |
| 2020年（令和2年）  | 35世帯 79人  |  |

### WEB
1. 1 2  総務省統計局統計調査部国勢統計課 (2022年2月10日). “令和2年国勢調査の調査結果(e-Stat) - 男女別人口，外国人人口及び世帯数－町丁・字等”.   総務省. 2025年1月17日閲覧。
2. ↑  “三重県亀山市の町丁・字一覧”.   人口統計ラボ. 2025年1月16日閲覧。
3. ↑  “読み仮名データの促音・拗音を小書きで表記するもの(zip形式) 三重県” (zip).   日本郵便 (2024年12月27日). 2025年1月16日閲覧。
4. ↑  “市外局番の一覧” (PDF).   総務省 (2022年3月1日). 2022年3月22日閲覧。
5. ↑  “都道府県 ナンバープレート表示” (PDF).   国土交通省. 2025年1月16日閲覧。
6. ↑  総務省統計局 (2014年6月27日). “第１次基本集計に関する集計 2 男女別人口及び世帯数 － 町丁・字等” (CSV). 2025年1月17日閲覧。
7. ↑  総務省統計局 (2012年1月17日). “人口等基本集計に関する集計 2 男女別人口及び世帯数 －町丁・字等”. 2025年1月17日閲覧。
8. ↑  総務省統計局統計調査部国勢統計課 (2017年1月27日). “人口等基本集計に関する集計 2 男女別人口及び世帯数 －町丁・字等”.   総務省. 2025年1月17日閲覧。

### 書籍
1. 1 2 3 4 5 6 7 8 9 10  「角川日本地名大辞典」編纂委員会 1983, p. 860.